# ایل بیرانوند

ایل بیرانوند یکی از ایل‌های لر منطقهٔ پیشکوه در لرستان است.شیخ مردوخ کردستانی بیرانوند هارا از قوم لر و یکی از طایفه‌های بالاگریوه دسته بندی کرده استدانشنامه ایرانیکا بیرانوندها را به عنوان یکی از ایل‌های لر معرفی می‌کند.ایل را، لر خوانده‌ است. اما در مقاله‌ای دیگر در همان دانشنامه و به نقل از اسکار مان، بیرانوندها را در شمار ایل‌های کُرد آورده‌است. سکندر امان الهی بهاروند، نویسندهٔ مقاله‌های بیرانوند در دائرةالمعارف بزرگ اسلامی و دانشنامه جهان اسلام، از هنری راولینسون نقل کرده‌است که خاستگاه کل ایل بیرانوند و نیز ایل باجولوند(سکوند) از موصل عراق(کردستان عراق) است. اما اوبرلینگ برداشت متفاوتی از نوشته‌های راولینسون دارد و به نظر او راولینسون تنها خاستگاه شاخهٔ دهشاینان  (یکی از دو شاخهٔ اصلی ایل بیرانوند) را از موصل عراق دانسته‌است. به روایتی این ایل‌ها در دوره‌ای به کردستان رفتند اما پس از سالهادوباره برگشتند و این روایت ریشه کردی انهارا رد می‌کند. نوشته‌های راولینسون از قول میرزا بزرگ، حاکم لرستان، بوده‌است. در کتاب «معین الدین نطنزی» در سال ۸۱۶ قمری (حدود ۳ سده قبل از تاریخ مهاجرتی که هنری راولینسون از آن خبر می‌دهد) در کتاب (منتخب التواریخ) از وجود ایلی به نام براوند در ایران خبر می‌دهد و می‌نویسد:
چون قوم لر در آن موضع (مانرود) بسیار شدند و بعد از آن هر قبیله به جهت علفخواری (چرای احشام) رو به موضعی نهادند، بعضی به لقب و بعضی به اسم موضعی که قرار گرفتند نام قبیله بدان مشهور شد، مثل روزبهانی، فضلی، داود عباسی، ایازکی، عبدالمالکی و ابوالعباسی که به نام پدر موسوم اند و سلوزی، جنگروی، لک، هسته، کوشکی، کارند، سنوبدی، الانی، زخوارکی، براوند (بیرانوند)، زنگنه، مانکره‌ای، رازی، سلگی و جودکی که به اسم مواضع خود مشهورند.
حمدالله مستوفی نیز در کتاب تاریخ گزیده که در سال ۷۳۰ هجری قمری نگاشته شده (حدود ۴ سده قبل از تاریخ مهاجرتی که هنری راولینسون از آن خبر می‌دهد) طایفه‌ای به نام ویراوند را یکی از طایفه‌های لر ساکن ایران معرفی می‌کند.بنا بر تاریخ شفاهی بیرانوندها، آن‌ها از نسل مهاجری به نام هجیالی از حجاز عربستان هستند. امان الهی بهاروند معتقد است خاستگاه مکانی بیرانوندها را باید در مناطق درون یا برون مرزی غرب ایران جست.
بیرانوندها امروزه اغلب در استان‌های لرستان، خوزستان و ایلام سکونت دارند، به‌ویژه در خرم‌آباد، بروجرد، دهلران، و دره‌شهر.

## تاریخ

### تبارشناسی

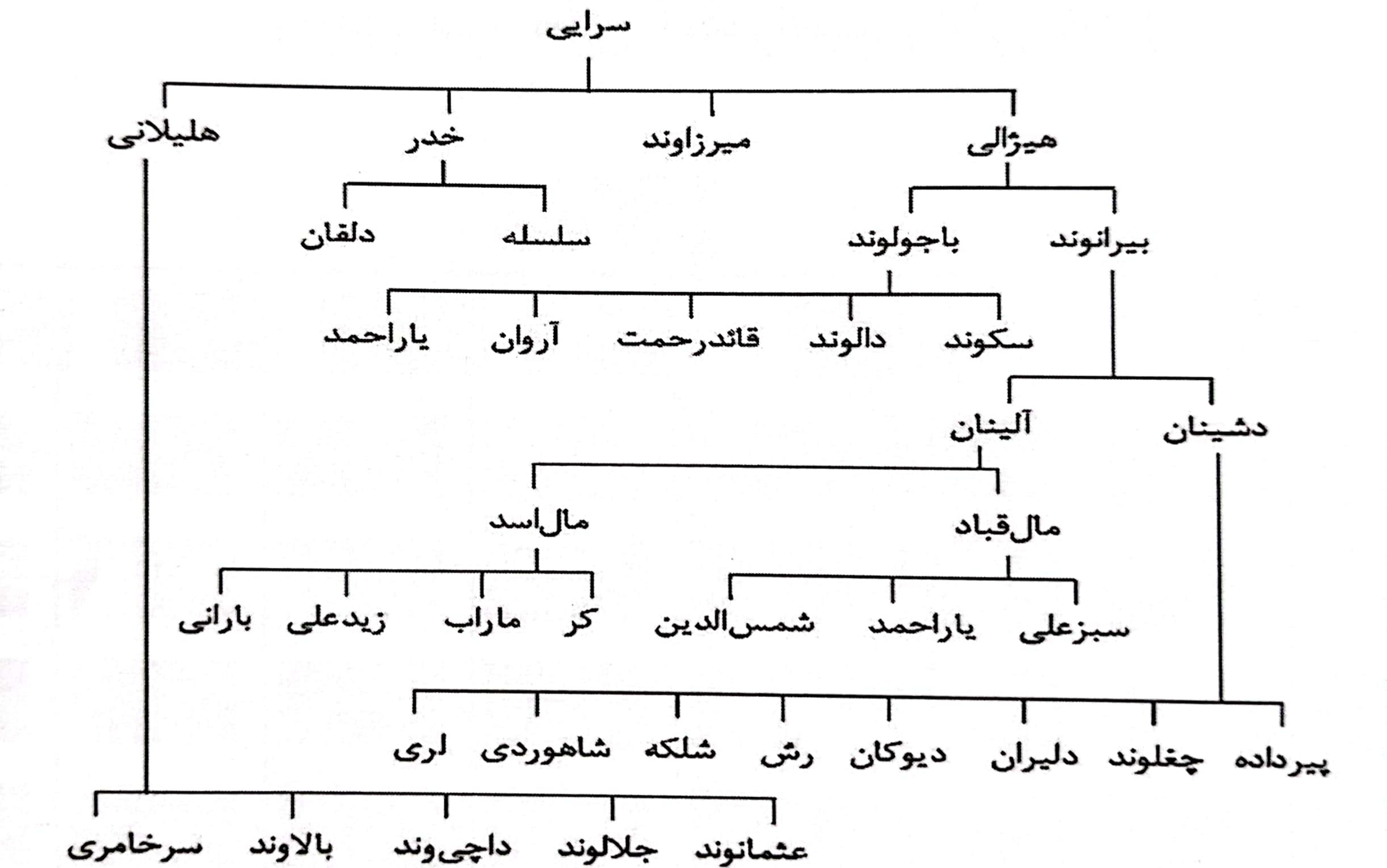
تقسیم بندی طایفه‌های لک

دانشنامه ایرانیکا بیرانوندها را به عنوان یکی از ایل‌های لر معرفی می‌کند. راولینسون و علی‌اکبر دهخدا بیرانوندها را به عنوان یکی از ایل‌های کرد معرفی می‌کنند.هنری راولینسون از قول میرزا بزرگ، حاکم لرستان، خاستگاه باجولوندها (سکوند) و بیرانوندها را موصل عراق می‌داند و معتقد است بیرانوندها و باجولوندها در سده دوازدهم هجری یعنی در اواخر صفویه یا در زمان افشاریه از نواحی موصل به لرستان آمدند. البته این ادعای هنری راولینسون مورد تردید است. در کتاب «معین الدین نطنزی» در سال ۸۱۶ قمری (حدود ۳ سده قبل از تاریخ مهاجرتی که هنری راولینسون از آن خبر می‌دهد) در کتاب (منتخب التواریخ) از وجود ایل بیرانوند در ایران خبر می‌دهد و می‌نویسد:
چون قوم لر در آن موضع (مانرود) بسیار شدند و بعد از آن هر قبیله به جهت علفخواری (چرای احشام) رو به موضعی نهادند، بعضی به لقب و بعضی به اسم موضعی که قرار گرفتند نام قبیله بدان مشهور شد، مثل روزبهانی، فضلی، داود عباسی، ایازکی، عبدالمالکی و ابوالعباسی که به نام پدر موسوم اند و سلوزی، جنگروی، لک، هسته، کوشکی، کارند، سنوبدی، الانی، زخوارکی، براوند (بیرانوند)، زنگنه، مانکره‌ای، رازی، سلگی و جودکی که به اسم مواضع خود مشهورند.
حمدالله مستوفی نیز در کتاب تاریخ گزیده که در سال ۷۳۰ هجری قمری نگاشته شده (حدود ۴ سده قبل از تاریخ مهاجرتی که هنری راولینسون از آن خبر می‌دهد) طایفه‌ای به نام ویراوند را یکی از طایفه‌های لر ساکن ایران معرفی می‌کند. بنابر نظر ایرج کاظمی دلفانی (نویسنده لک زبان) در کتاب «مشاهیر لر» براوند و ویراوند همان طایفه بیرانوند هستند.
بر اساس گفته‌های محلی که از اساس نادرست است، بیرانوندها از نسل مردی عرب از شهروندان حجاز هستند. این فرد پس از سکونت در لرستان و ازدواج با دختر یک خان دارای دو فرزند پسر به نام‌های بیران و باجول شد که از نسل آن‌ها ایل‌های باجولوند (سکوند) و بیرانوند به وجود آمده‌است. با توجه به سفر راولینسون به لرستان در حالی که تنها پنج نسل پس از بیران (جد بزرگ بیرانوندها) می‌گذشته این گفته‌های محلی از اساس نادرست است.کارل ریتر زبان‌شناس المانی ایل بیرانوند را به همراه سلسله و دلفان بزرگترین ایل‌های پیشکوه و از ایل‌های لک به شماره آورده‌است لیدی شل محقق انگلیسی در کتاب شکوه زندگی و رفتارها در ایران (به انگلیسی: Glimpses of life and manners in Persia) از بیرانوند نام می‌برد و آنها را از قوم لک می‌داند. ویلسون بیرانوند‌ها را قوی‌ترین ایل ازمردم  لر در لرستان دانسته‌است. هنری فیلد نیز آن‌ها را لک دانسته‌است و از گفته ویلسون و رابینو هم در این مورد نقل قول می‌کند.
رابینو می‌گوید بیرانوندها لر هستند. تا زمان زندیان خوانین ایل بیرانوند از تیره کـَر انتخاب می‌شدند. به مرور میرزاحمدی‌ها قدرت گرفته و در زمان سلطنت کریم خان به عنوان خان ایل بیرانوند انتخاب شدند. میرزااحمد نخستین خان ایل پس از به قدرت رسیدن زندیان بود و گفته می‌شود خواهر زاده کریم خان زند بوده‌است. شجرنامه خوانین ایل بیرانوند که همگی از فرزندان میرزا احمد‌خان بودند.

|  |  |  |  |  |  |  |  |  |  |  |  |  |  |  |  |  |  |  |  |  |  |                         |         |         |         |         |         |  |  |  |  |  |  |  |  |      |      |      |      |      |      |  |  |  |  |  |  | میرزا احمدخان |           |           |           |           |           |  |  |            |            |            |            |            |            |  |  |             |             |             |             |             |             |  |  |                |             |             |             |             |             |                      |                      |                      |                      |                      |                      |  |  |  |  |  |  |  |  |  |  |  |  |  |  |  |  |
|  |  |  |  |  |  |  |  |  |  |  |  |  |  |  |  |  |  |  |  |  |  |                         |         |         |         |         |         |  |  |  |  |  |  |  |  |      |      |      |      |      |      |  |  |  |  |  |  |               |           |           |           |           |           |  |  |            |            |            |            |            |            |  |  |             |             |             |             |             |             |  |  |                |             |             |             |             |             |                      |                      |                      |                      |                      |                      |  |  |  |  |  |  |  |  |  |  |  |  |  |  |  |  |
|  |  |  |  |  |  |  |  |  |  |  |  |  |  |  |  |  |  |  |  |  |  |                         |         |         |         |         |         |  |  |  |  |  |  |  |  |      |      |      |      |      |      |  |  |  |  |  |  |               |           |           |           |           |           |  |  |            |            |            |            |            |            |  |  |             |             |             |             |             |             |  |  |                |             |             |             |             |             |                      |                      |                      |                      |                      |                      |  |  |  |  |  |  |  |  |  |  |  |  |  |  |  |  |
|  |  |  |  |  |  |  |  |  |  |  |  |  |  |  |  |  |  |  |  |  |  | مرادخان                 | مرادخان | مرادخان | مرادخان | مرادخان | مرادخان |  |  |  |  |  |  |  |  | بانو | بانو | بانو | بانو | بانو | بانو |  |  |  |  |  |  | خانم بیبی     | خانم بیبی | خانم بیبی | خانم بیبی | خانم بیبی | خانم بیبی |  |  |            |            |            |            |            |            |  |  | زینبی       | زینبی       | زینبی       | زینبی       | زینبی       | زینبی       |  |  |                |             |             |             |             |             | علی محمدخان (سپهوند) | علی محمدخان (سپهوند) | علی محمدخان (سپهوند) | علی محمدخان (سپهوند) | علی محمدخان (سپهوند) | علی محمدخان (سپهوند) |  |  |  |  |  |  |  |  |  |  |  |  |  |  |  |  |
|  |  |  |  |  |  |  |  |  |  |  |  |  |  |  |  |  |  |  |  |  |  | مرادخان                 | مرادخان | مرادخان | مرادخان | مرادخان | مرادخان |  |  |  |  |  |  |  |  | بانو | بانو | بانو | بانو | بانو | بانو |  |  |  |  |  |  | خانم بیبی     | خانم بیبی | خانم بیبی | خانم بیبی | خانم بیبی | خانم بیبی |  |  |            |            |            |            |            |            |  |  | زینبی       | زینبی       | زینبی       | زینبی       | زینبی       | زینبی       |  |  |                |             |             |             |             |             | علی محمدخان (سپهوند) | علی محمدخان (سپهوند) | علی محمدخان (سپهوند) | علی محمدخان (سپهوند) | علی محمدخان (سپهوند) | علی محمدخان (سپهوند) |  |  |  |  |  |  |  |  |  |  |  |  |  |  |  |  |
|  |  |  |  |  |  |  |  |  |  |  |  |  |  |  |  |  |  |  |  |  |  | حاج سلطان محمدخان مرادی |         |         |         |         |         |  |  |  |  |  |  |  |  |      |      |      |      |      |      |  |  |  |  |  |  |               |           |           |           |           |           |  |  |            |            |            |            |            |            |  |  |             |             |             |             |             |             |  |  |                |             |             |             |             |             |                      |                      |                      |                      |                      |                      |  |  |  |  |  |  |  |  |  |  |  |  |  |  |  |  |
|  |  |  |  |  |  |  |  |  |  |  |  |  |  |  |  |  |  |  |  |  |  |                         |         |         |         |         |         |  |  |  |  |  |  |  |  |      |      |      |      |      |      |  |  |  |  |  |  |               |           |           |           |           |           |  |  |            |            |            |            |            |            |  |  |             |             |             |             |             |             |  |  |                |             |             |             |             |             |                      |                      |                      |                      |                      |                      |  |  |  |  |  |  |  |  |  |  |  |  |  |  |  |  |
|  |  |  |  |  |  |  |  |  |  |  |  |  |  |  |  |  |  |  |  |  |  |                         |         |         |         |         |         |  |  |  |  |  |  |  |  |      |      |      |      |      |      |  |  |  |  |  |  |               |           |           |           |           |           |  |  |            |            |            |            |            |            |  |  |             |             |             |             |             |             |  |  |                |             |             |             |             |             |                      |                      |                      |                      |                      |                      |  |  |  |  |  |  |  |  |  |  |  |  |  |  |  |  |
|  |  |  |  |  |  |  |  |  |  |  |  |  |  |  |  |  |  |  |  |  |  |                         |         |         |         |         |         |  |  |  |  |  |  |  |  |      |      |      |      |      |      |  |  |  |  |  |  |               |           |           |           |           |           |  |  | شیخ‌علی خان | شیخ‌علی خان | شیخ‌علی خان | شیخ‌علی خان | شیخ‌علی خان | شیخ‌علی خان |  |  | غلام‌علی خان | غلام‌علی خان | غلام‌علی خان | غلام‌علی خان | غلام‌علی خان | غلام‌علی خان |  |  | علی مرادخان    | علی مرادخان | علی مرادخان | علی مرادخان | علی مرادخان | علی مرادخان |                      |                      |                      |                      |                      |                      |  |  |  |  |  |  |  |  |  |  |  |  |  |  |  |  |
|  |  |  |  |  |  |  |  |  |  |  |  |  |  |  |  |  |  |  |  |  |  |                         |         |         |         |         |         |  |  |  |  |  |  |  |  |      |      |      |      |      |      |  |  |  |  |  |  |               |           |           |           |           |           |  |  | شیخ‌علی خان | شیخ‌علی خان | شیخ‌علی خان | شیخ‌علی خان | شیخ‌علی خان | شیخ‌علی خان |  |  | غلام‌علی خان | غلام‌علی خان | غلام‌علی خان | غلام‌علی خان | غلام‌علی خان | غلام‌علی خان |  |  | علی مرادخان    | علی مرادخان | علی مرادخان | علی مرادخان | علی مرادخان | علی مرادخان |                      |                      |                      |                      |                      |                      |  |  |  |  |  |  |  |  |  |  |  |  |  |  |  |  |
|  |  |  |  |  |  |  |  |  |  |  |  |  |  |  |  |  |  |  |  |  |  |                         |         |         |         |         |         |  |  |  |  |  |  |  |  |      |      |      |      |      |      |  |  |  |  |  |  |               |           |           |           |           |           |  |  |            |            |            |            |            |            |  |  |             |             |             |             |             |             |  |  | مرتضی‌خان اعظمی |             |             |             |             |             |                      |                      |                      |                      |                      |                      |  |  |  |  |  |  |  |  |  |  |  |  |  |  |  |  |
|  |  |  |  |  |  |  |  |  |  |  |  |  |  |  |  |  |  |  |  |  |  |                         |         |         |         |         |         |  |  |  |  |  |  |  |  |      |      |      |      |      |      |  |  |  |  |  |  |               |           |           |           |           |           |  |  |            |            |            |            |            |            |  |  |             |             |             |             |             |             |  |  |                |             |             |             |             |             |                      |                      |                      |                      |                      |                      |  |  |  |  |  |  |  |  |  |  |  |  |  |  |  |  |
|  |  |  |  |  |  |  |  |  |  |  |  |  |  |  |  |  |  |  |  |  |  |                         |         |         |         |         |         |  |  |  |  |  |  |  |  |      |      |      |      |      |      |  |  |  |  |  |  |               |           |           |           |           |           |  |  |            |            |            |            |            |            |  |  |             |             |             |             |             |             |  |  | هوشنگ اعظمی    |             |             |             |             |             |                      |                      |                      |                      |                      |                      |  |  |  |  |  |  |  |  |  |  |  |  |  |  |  |  |

### افشاریان
با بررسی زمین‌های که هم‌اکنون در مالکیت بیرانوند و باجولوند هست حاکی از آن است این اراضی متعلق به ایل‌های لر‌زبان همچون چگنی، ساکی، کوشکی و غیره بوده‌است این اراضی از زمان افشاریه به تدریج در لرستان به تصرف ایل‌های لک همچون بیرانوند و باجولوند درآمده است.

### دوره زندیه
بیرانوندها به همراه باجلوندها ازجمله ایل‌های لرستان بودند که در شکل‌گیری حکومت زندیان، به کریم‌خان زند کمک کرده و همراه وی به شیراز رفتند اما پس از انقراض سلسله زندیه به لرستان برگشتند و در هرج و مرج اوایل حکومت قاجار به تصرف املاک سایر ایل‌ها پرداختند.

### دوره قاجار
آغاز حکومت قاجارهاپس از انقراض سلسله زندیه بیرانوندها به لرستان بازگشتند و چون در آن زمان آقامحمدخان قاجار، چگنی‌ها را از منطقه هرو به نواحی قزوین تبعید کرده بود. ایل همراه با سکوندها به تصرف املاک سایر ایل‌ها پرداختند.
دوره ناصرالدین شاه
این دوره سرآغاز نقش آفرینی ایل بیرانوند در منطقه لرستان است.
دوران حکومت خانلر میرزا بر خوزستان و لرستان که مصادف با نخستین سالهای پادشاهی ناصرالدین شاه بود. حسنیعلی خان بیرانوند جد خوانین زینبی و حیدری توسط احتشام الدوله به دستور امیر کبیر اعدام شد. یکی از وقایع مهم تاریخ ایل بیرانوند و تاریخ لرستان در عصر قاجار فرمانروایی مسعود میرزا ظل‌السلطان پسر ناصرالدین
بر ولایت خوزستان و لرستان است. خان‌های لرستان طی تلگرافی به ناصرالدین شاه از وی درخواست می‌کنند که از حکومت ظل السطان بر ولایت خوزستان و لرستان صرف نظر کند. همین تلگراف سبب خشم ظل السطان می‌شود و وی به این موضوع در کتاب خود تاریخ مسعودی اشاره می‌کند. ظل السطان با لشکر عظیم خود به لرستان می‌آید و خوانین لرستان که در بین‌شان اختلاف افتاده به دو دسته تقسیم می‌شوند. گروهی که رهبری آن‌ها بر عهده اسدخان فیلی بیرانوند است. مورد غضب ظل السطان قرار می‌گیرند و چندین تن از خوانین بیرانوند و سکوند رحیم خانی که شاخص‌ترین آن‌ها اسدخان بیرانوند و سردارخان سکوند هستند. اعدام می‌شوند.
در همین زمان نیروهای عشایر بیرانوند و سکوند رحیم خانی به اردو ظل السطان حمله‌ور می‌شوند ولی بدیل برتری نیروهای ظل السطان در کمیت و کیفیت شکست خورده و عقب‌نشینی می‌کند.
مهمترین واقعه دیگر در زمان سلطنت ناصرالدین شاه قاجار و حکمرانی نظام الملک بر خوزستان و لرستان اعدام مهرعلی خان فرزند اسدخان بیرانوند و پدر علی مردان خان بود.
در دوران حکومت نظالم السطنه مافی بر خوزستان و لرستان مردم لرستان به سبب نارضایتی از حکومت وی دست به شورش می‌زند. ایل بیرانوند در این شورش و شکست نیروهای نظام السطنه نقش کلیدی داشتند. در درگیری که در حسن‌آباد بین مردم خرم‌آباد و نیروهای نظام السطنه مافی روی می‌دهد. اردوی وی توسط شیخ علی خان بیرانوند شکست می‌خورد و همین اوضاع سبب خلع نظام السطان از حکومت لرستان و خوزستان می‌شود.
جنگ سراب دارا از وقایع مهم عصر قاجار است. این جنگ مابین نظام السطنه مافی و قوای والی پشتکوه و نیروهای عشایر سلسله و سکوند و خوانین علی محمدی بیرانوند و حیدری از یک سو و قوای ایل بیرانوند از سوی دیگر در منطقه سراب دارا هرو رخ داد. تنها نتیجه این جنگ صلح بین دو طرف بود.
از آغاز جنگ جهانی دوم تا کودتا رضاخان را می‌توان اوج قدرت ایل بیرانوند در پیشکوه و پشتکوه دانست.

### دوره پهلوی
بیرانوندهادر کنار سکوندها، پاپی‌ها و چگنی‌ها در شورش سال ۱۳۰۲ علیه نیروهای دولتی حکومت پهلوی شرکت داشتند که نتیجه شورش سرکوب و شکست عشایر لر بود.ناگفته نماند در هنگام لشکرکشی قوای دولتی به فرماندهی سپهبدامیراحمدی جهت سرکوب عشایر که خود را مستقل و جدای از حکومت مرکزی میدانستند،چندین طایفه به همکاری و مساعدت قوای دولتی برخواستند که در میان انها طایفه علیمحمدی به پاس خدمات و همکاری با نیرو‌های دولتی جهت فروکش کردن ناارامی ها و هرج ومرج ها در میان ایل‌ها و عشایر از جانب فرماندهی لشکر غرب لقب "سپهوند"به ایشان اعطاءگردید.

## جغرافیای سکونت
سکونتگاه مرکزی ایل، بخش بیرانوند و بخش مرکزی شهرستان خرم‌آباد است اما مردمان بیرانوند علاوه بر این بخش‌ها، در مناطق دیگری نیز پراکنده‌اند، ازجمله شهرستان دوره، بخش الوار گرمسیری، بخش زاغه، شهرستان دره شهر، شهرستان دهلران، شهرستان آبدانان، شهرستان اندیمشک، دشت سیلاخور، شهرستان بروجرد، شهرستان صحنه و شهرستان هرسین.
عده‌ای از بیرانوندها را حدود سال ۱۳۰۵ شمسی به قم، ساوه و اطراف کاشان برای شهرنشینی کوچ داده‌اند.

## افراد سرشناس بیرانوند
- هوشنگ اعظمی لرستانی، پزشک لرستانی.[۲۱]
- سیامک اسدیان، فرمانده نظامی و از اعضای کمیتهٔ مرکزی سازمان چریک‌های فدایی خلق ایران بود.[۴۴]
- مرتضی سپه وند، بوکسور ایرانی
- محسن بیرانوند، وزنه‌بردار ایرانی و عضو سابق تیم ملی وزنه‌برداری جمهوری اسلامی ایران
- نصیر شیرخانی
- عزیز بیرانوند
- مهدی بیرانوند، قهرمان دو و میدانی کشوری
- احمد بیرانوند[۴۵]
- مرتضی اعظمی لرستانی
- غلامعلی خان بیرانوند
- علیرضا بیرانوند، دروازه‌بان تیم ملی فوتبال ایران و باشگاه فوتبال پرسپولیس
- امیرخان سپهوند، پدر حقوق جزای ایران

## طایفه‌ها
ایل بیرانوند به دو شاخه اصلی آلاینان و دشائینان (دشی نو) تقسیم می‌شود که این دو شاخه خود دارای طایفه‌های مختلف است.

### خوانین
1. سپهوند (علی محمدی)
2. حسین علیخانی (اعظمی، طهماسبی، اسدیان، احمدی، حیدری، خسروی و رستمی)
3. مرادی[۲۱]
4. قاسمعلی (چغلوند)[۴۶][۴۷]
5. عزیز(شجاعی)

1.ناگفته نماند که از اولاد میرزا احمد خان بیرانوند که سه پسر با نام زین‌العابدین خان اول سلطان خان و فرضالی خان بودند فقط زین‌العابدین خان اول اولاد بر جایش ماند و فرضالی و سلطان هردو بدون اولاد از دنیا رفتند سه اولاد بر جای مانده زین‌العابدین خان عبارت بودند از: عالی جاه عالی شأن مراد خان بیرانوند زکی خان بیرانوند و علی‌محمد خان بیرانوند.

### دشائینان
1. پیرداده (نایب زاده)
2. چغلوند
3. رش
4. شلکه[۴۸]
5. شعبان
6. شاهوردی
7. لری
8. دیوکان
9. دلیران

### آلائینان
به دو دسته مال اسد،  و مال قباد تقسیم می‌شوند.
- مال اسد:

1. مهراب
2. کر
3. بارانی
4. زید علی

- مهراب:

1. میخک
2. چرمارن
3. کوسه
4. زنجفیل
5. صفر
6. دارچین

- کر:

1. گلاب
2. عودعلی
3. یاسم
4. کرسیاه
5. ایمانقلی
6. مازیم
7. کاظم بگ
8. کر الانی

- مال قباد:

1. یاراحمد
2. شمس الدین
3. سبزعلی
4. جوجه‌وند
5. چلوی

- بارانی:

1. ماراب
2. شفیع
3. جغافری
4. حافظ
5. شرفبگ
6. برجه
7. بایمدر
8. هنی
9. درکسان

- زیدعلی:

1. گنجعلی
2. چراغعلی
3. محمدعلی
4. عینعلی
5. کرمعلی

- یاراحمد:

1. متش
2. مصطفی‌وند
3. بور
4. تاری
5. نقی
6. حسین بگ
7. بزن
8. اصل مرز

- متش:

1. نصیر
2. سلطان‌ویس
3. رشید
4. باله
5. حسنی
6. مطا
7. فراش

- مصطفی‌وند:

1. پیغمبری
2. بهرام قلی (خله‌وند)
3. شیخه
4. سیزده
5. شهولی
6. شمس الدین:
7. سوزوار
8. باقر
9. علی قدم
10. میمون
11. سوخته
12. اصل مرز
13. دره چی
14. کدخدا علی‌پناه
15. میرحیاتی
16. فراش
17. زارعلی
18. کدخدا محمدجعفر
19. کدخدا الله
20. کدخدا بردعلی کر (بردعلی الماس)
21. سبزعلی
22. کدخدا ملااسدالله
23. منسها
24. جوجه وند
25. شمس‌الدین
26. رادل
27. تاری‌ها
28. بی‌بی طلایی
29. چغلوند
30. شیخه
31. عباس‌قلی خان
32. خسروخان
33. جمشیدخانی
34. سهراب
35. زیدعلی
36. کتر
37. کدخدا ابوطالب
38. محمد قلیجان
39. محمدخان
40. مس‌وند
41. علی محمدخانی
42. شبان
43. سیاهوردی
44. حور مردای
45. میرزا خان